# Nanyo Kohatsu Kabushiki Kaisha

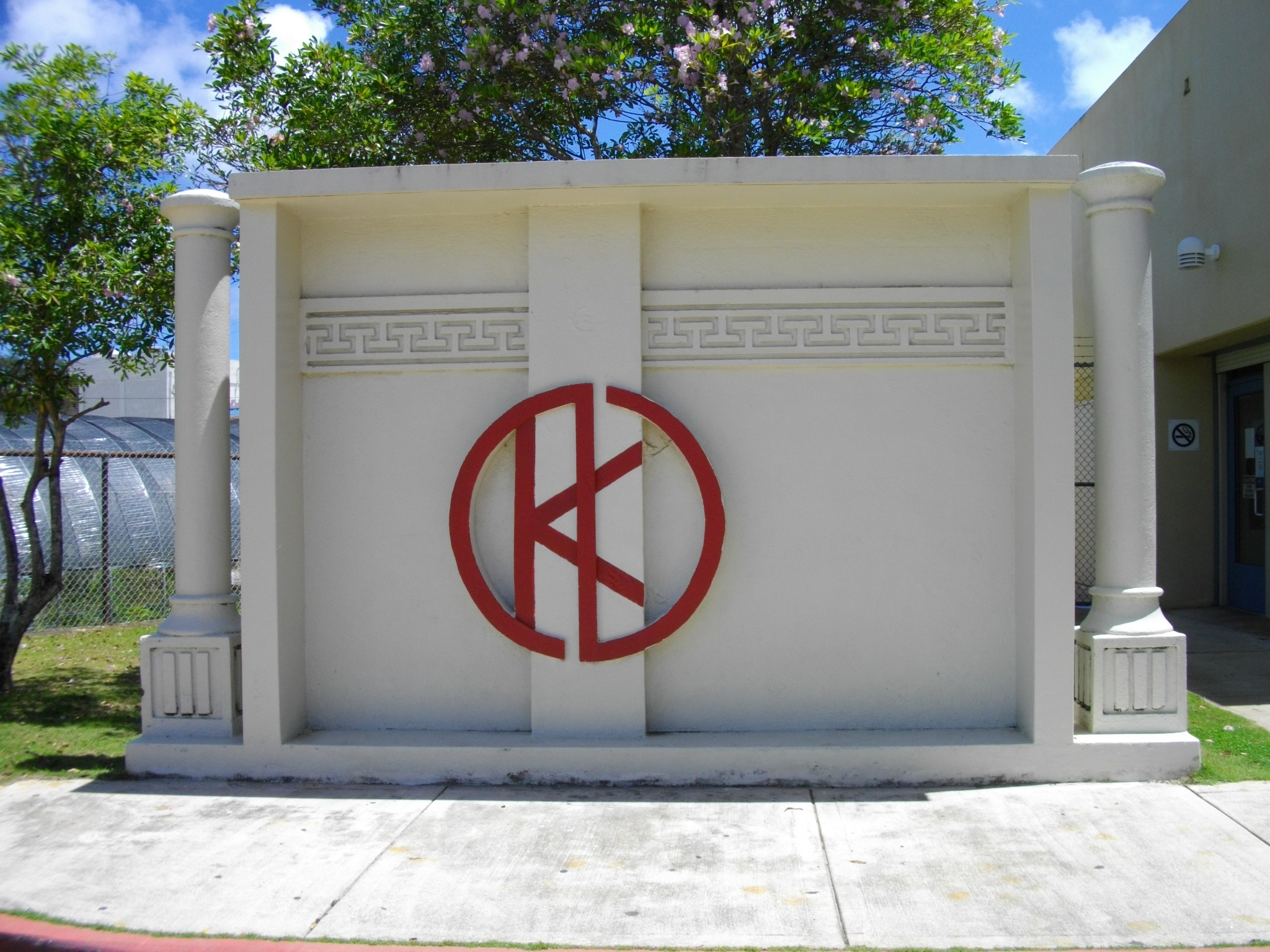
Logotipo da NKKK

A Nan'yō Kōhatsu Kabushiki Kaisha ( japonês: 南洋興発株式会社; abreviado para Nankō ou NKKK ) , também conhecida como  "Companhia de desenvolvimento dos Mares do Sul", foi uma empresa japonesa de desenvolvimento estratégico que visava promover o desenvolvimento econômico e os interesses políticos japoneses na Micronésia e no Sudeste Asiático.  Foi fundada na década de 1920 pela Toyo Takushoku Co., Ltd. e pelo empresário Haruji Matsue em Saipan, uma ilha no arquipélago do Ocenao Pacífico Sul que se tornou um território do Mandato do Pacífico  Sul, sob controle do Império do Japão após a Primeira Guerra Mundial .Com base nos recursos das extintas Nan'yō Shokusan e Nishimura Takushoku, duas empresas que faliram entre 1920 e 1921, Matsue construiu um império substancial apoiado pela politica expansionista japonesa e na indústria açucareira, durante as décadas de 1920 e 1930. Após a aceitação da Declaração de Potsdam no final da Segunda Guerra Mundial , a empresa foi fechada e dissolvida em 30 de setembro de 1945 .

### Fundação em 1921 e estabelecimento
A Nanyo Kohatsu se desenvolveu nas ilhas do Mandato do Pacífico Sul , inserida no mesmo contexto histórico que a Ferrovia do Sul da Manchuria, (em Japonês 南満州鉄道株式会社/南満洲鉄道株式会社 , Minami Manshū Tetsudō Kabushiki Kaisha - ou abreviado como "Mantestu") sediada na Manchúria, norte geográfico das ilhas japonesas e, ficou conhecida como "Mantetsu do Mar" e "Mantetsu do Sul".
Foi fundada em 1921 por Haruji Matsue para explorar o novo território do Mandato do Pacifico Sul, nas ilhas da Micronésia. A Nan'yō Kōhatsu recebeu apoio substancial da administração colonial e capital da Companhia de Desenvolvimento Oriental (東洋拓殖株式會社, Tōyō Takushoku KK). A empresa foi promovida como a " Mantetsu do Sul" na esperança de que fosse tão bem-sucedida e lucrativa quanto a Ferrovia do Sul da Manchuria.
Após a derrota do Império Alemão na Primeira Guerra Mundial , os antigos territórios alemães no Pacífico Sul ficaram sob o controle do Japão como territórios mandatados pela Liga das Nações. Isso levou a um fluxo de capital do Japão continental  para a área, mas a depressão do pós-guerra fez com que muitas das primeiras empresas enfrentassem dificuldades financeiras.
O fundador da Nanyo Kohatsu, Haruji Matsue foi um fervoroso defensor da doutrina Nanshin-ron , que defendia a expansão territorial japonesa e a colonização das ilhas da Oceania e, eventualmente, dos territórios europeus do arquipélago indonésio. Em 1920, a Nanyo Shokusan encerrou suas atividades  e, em 1921, foi a vez da Nishimura Takushoku, deixando para trás cerca de 1.000 ex-funcionários, imigrantes japoneses, nas ilhas de Saipan e Tinian. Os trabalhadores e moradores nativos sofriam com escassez de alimentos, pois os cocos , a principal fonte de alimento dos habitantes nativos, estavam infestados por cochonilhas. Na mesma época em que essas duas empresas encerraram as suas atividades, Matsue  já estava envolvido na indústria açucareira no Japão continental e em Taiwan, e decide investir na indústria açucareira no mandato dos Mares do Sul, aproveitando a mão de obra já existente dos ex funcionários das duas empresas.
Aproximadamente 70% do capital inicial da empresa foi fornecido pela Toyo Takushoku e suas subsidiárias, e Matsue recrutou outros funcionários e engenheiros de empresas de açúcar no continente e em Taiwan. Além de patrocinar a imigração de mais de 5.000 trabalhadores de Okinawa e do norte do Japão para as Ilhas Marianas, e de limpar mais de 3.000 hectares para plantações, a empresa também construiu uma refinaria de açúcar, uma usina de destilação de álcool, uma sorveteria e uma ferrovia. A política da gestão era promover o desenvolvimento introduzindo nas ilhas fazendeiros sem propriedade do Japão, especialmente da Prefeitura de Okinawa, e expandir a economia japonesa para o sul .

### Crescimento (décadas de 1920 - 1930)
Uma fábrica de açúcar em Saipan começou a operar em 1923 , mas a empresa sofreu por danos causados por insetos em suas plantações, e ferrovias inadequadas para o transporte de cana-de-açúcar. No mesmo ano, o Grande Terremoto de Kanto destruiu o açúcar armazenado em Tóquio. Devido à incerteza do futuro da empresa, alguns no continente expressaram dúvidas sobre a possibilidade de desenvolver as ilhas e sugeriram que os Mares do Sul deveriam ser abandonados.  No entanto, os negócios da empresa melhoraram a partir de 1925 , com a introdução da cana-de-açúcar de Java mais resistente a danos causados por insetos.  Em 1925, a fábrica da empresa produziu 9.000 toneladas de açúcar, que aumentaram para 68.000 toneladas em 1935, somando mais de 12 milhões de ienes em açucar exportado para o Japão Continental.
No final da década de 1920 e início da década de 1930, a Nanyo Kōhatsu desenvolveu uma ampla gama de atividades nos territórios britânico, holandês e australiano no Sudeste Asiático, especialmente em Sulawesi e na Nova Guiné. A empresa comprou plantações locais de copra e fábricas de processamento de peixes, e estabeleceu uma empresa de transporte. A empresa também estabeleceu uma plantação de algodão em Manokwari, na costa norte das Índias Orientais Holandesas da Nova Guiné , que também incluía um campo de aviação. No final da década de 1930, a empresa empregava cerca de 50.000 pessoas.

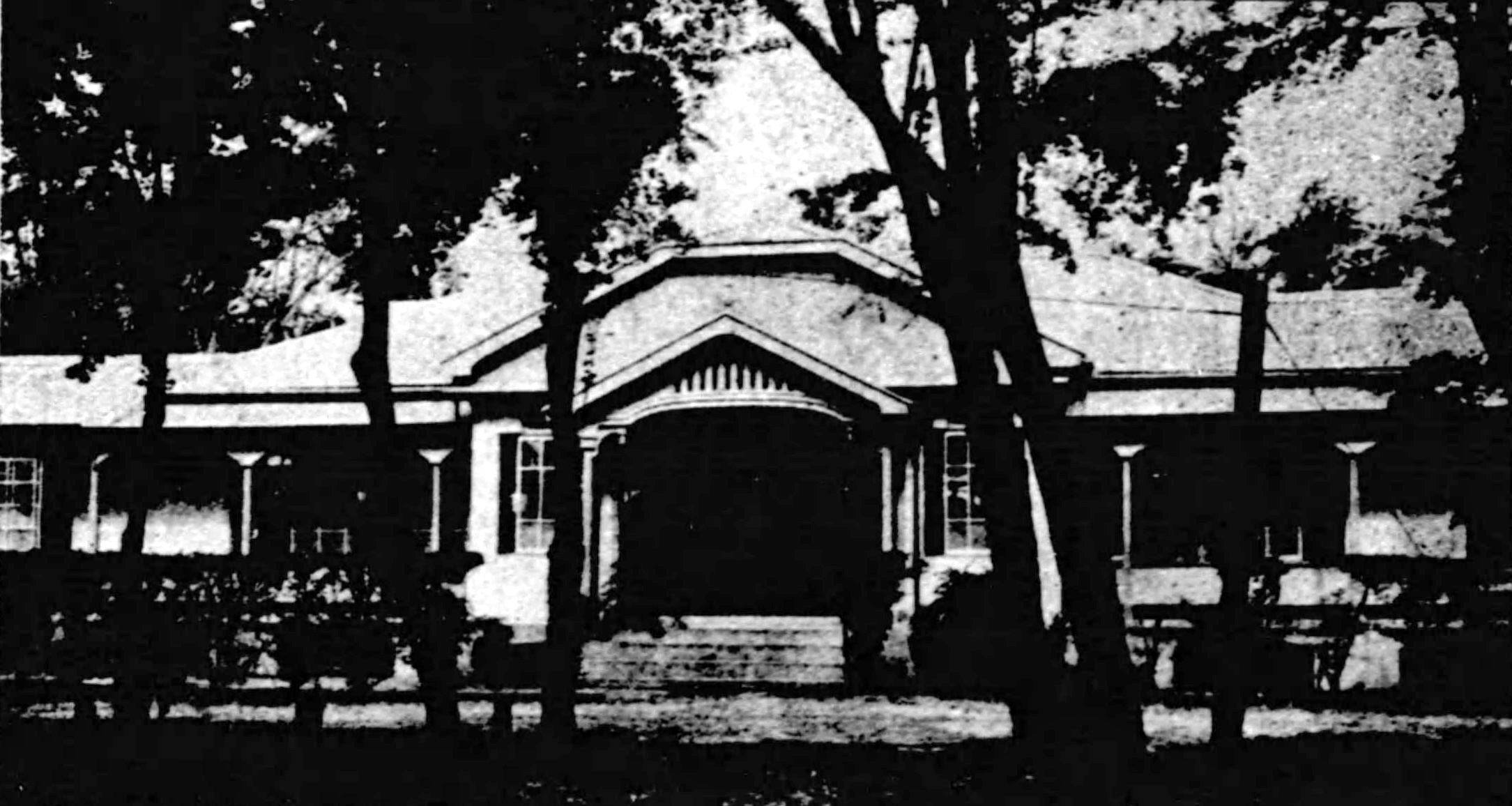
Escritorios da NKKK em Saipan

De sua base em Palau, a Nanyō Kōhatsu enviou pequenos navios para Díli já em 1934, em um esforço para quebrar o monopólio da navegação holandesa no comércio com o Timor Português.  No entanto, no verão de 1936, a empresa chegou a um acordo secreto com a Marinha Imperial Japonesa para estabelecer uma maior presença no Timor Português e, com financiamento da Marinha, a empresa formou uma joint venture em 1937 com a principal empresa de plantação do Timor Português, a Sociedade Agrícola Pátria e Trabalho . A joint venture controlava efetivamente as importações e exportações do Timor Português e, em 1940, era 48% controlada pela Nanyō Kōhatsu.
Inicialmente, o principal negócio da empresa era a fabricação de açúcar, mas a partir da década de 1930 ela expandiu seus negócios para incluir pesca, plantações, fabricação de saquê, mineração, óleo e gorduras, transporte e comércio, tornando-se a maior empresa do Mandato do Pacífico Sul. Muitos dos japoneses que imigraram para as ilhas dos Mares do Sul trabalharam para a Nanyo Kohatsu ou em empregos relacionados à Nanyo Kohatsu, e a Nanyo Kohatsu contribuiu para o recrutamento e assentamento de imigrantes japoneses. Nos primeiros dias, a empresa aceitou ativamente pessoas de Hachijo-jima e Okinawa, que eram consideradas tolerantes ao trabalho pesado nos trópicos e tinham experiência no cultivo de cana-de-açúcar. Em meados da década de 1930, greves de trabalhadores por melhores salários e condições de trabalho tornaram-se frequentes, e a empresa aceitou ativamente pessoas de Fukushima e Yamagata, mas os trabalhadores oriundos de Okinawa ainda desempenhavam um papel essencial no trabalho no local.
Eventualmente, a empresa cresceu para cerca de 48.000 funcionáros, rivalizando com o tamanho da Ferrovia do Sul da Manchúria. Depois de 1934 , a população japonesa em Saipan e Tinian aumentou para mais de dez vezes a população local, e em meados da década de 1930, o número de funcionários da Nanyo Kohatsu representava cerca de metade da população total das Ilhas do Mandato Japonês. De 1932 a 1933, a pedido da Marinha Japonesa, a Nanyo Kohatsu construiu um campo de aviação militar chamado "Fazenda Nanyo Kohatsu nº 1" para contornar uma clausula estabelecida pelo Conselho da Liga das Nações de proibição de construção de bases militares e fortificações dentro do território do mandato.

### Anos posteriores e abolição (1940 - 1945)
Matsue renunciou à presidência em 1940, e foi sucedido por Tokuichi Kuribayashi, um empresário que havia se estabelecido do ramo de pesca de pérolas no Sudeste Asiático e na costa da Austrália Ocidental.
Após a eclosão da Guerra do Pacífico, a Nanyo Kohatsu esteve envolvida na administração de territórios ocupados, como a Ilha de Hainan, a Ilha de Guam e a Ilha de Java. Durante a ocupação japonesa das Índias Orientais Holandesas , a Nanyō Kōhatsu continuou a expandir suas operações e recebeu vários projetos da Marinha Imperial Japonesa para auxiliar na administração dos territórios ocupados. Em Sulawesi, por exemplo, a empresa era responsável por supervisionar a coleta e distribuição de arroz.

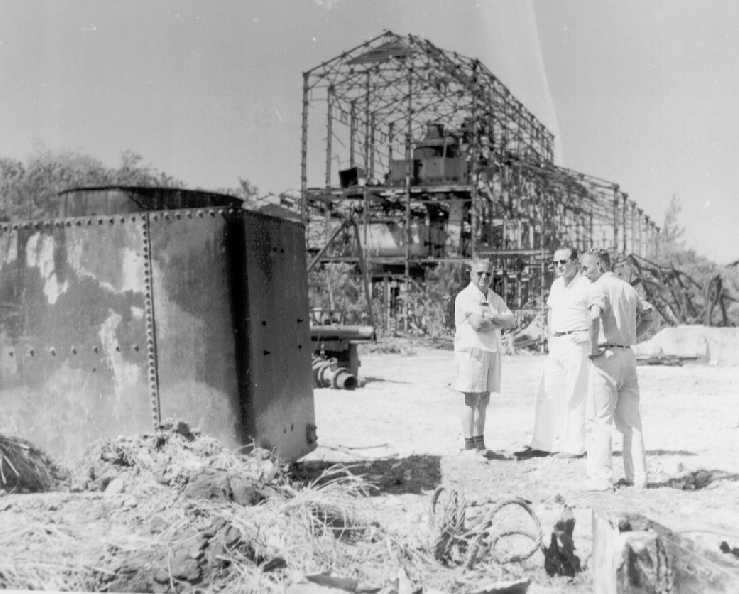
Refinaria de açucar da NKKK em ruínas após combates, na Ilha de Rota, Indonésia

Em 1942 , a Nanyo Kohatsu fundiu-se com a Nanyo Boeki (NBK) para expandir seu campo de negócios. No entanto, o declínio na produção de açúcar devido ao declínio da fertilidade do solo nas Ilhas exploradas e a queda na disponibilidade de mão de obra por conta do recrutamento militar e priorização de mão de obra para a indústria militar, tornaram-se um fardo pesado para a empresa. À medida que a guerra se intensificava, as Ilhas onde a  Nanyo Kohatsu se instalou tornaram-se campos de batalha, e as instalações comerciais da Nanyo Kohatsu sofreram danos devastadores. Em 1944, o Acordo Militar-Civil do Distrito de Mariana foi assinado nas Ilhas Marianas, e a Nanyo Kohatsu forneceu todas as suas capacidades aos militares japoneses, mas com o desenrolar da Campanha das Marianas, os grandes danos causados nas instalações e a morte de cerca de 10.000 funcionários da empresa, as operações da NKKK foram virtualmente interrompidas.
Kuribayashi negociou com a Marinha japonesa e com várias seguradoras uma indenização, que ele recebeu parcialmente; no entanto, a Nanyō Kōhatsu foi abolida e liquidada após a rendição do Japão, por ordem das autoridades de ocupação aliadas.